# Howchin-Gletscher
Der Howchin-Gletscher ist ein Gletscher an der Scott-Küste des ostantarktischen Viktorialands. Er liegt zwischen dem Ward-Gletscher und dem Walcott-Gletscher an der Ostflanke der Royal Society Range und endet oberhalb der Walcott Bay.
Entdeckt wurde er von der Mannschaft um den Geologen Thomas Griffith Taylor bei der Terra-Nova-Expedition (1910–1913) des britischen Polarforschers Robert Falcon Scott. Benannt ist der Gletscher nach dem australischen Geologen Walter Howchin (1845–1937).